# 預言者イザヤ (ミケランジェロ)
『預言者イザヤ』（よげんしゃイザヤ、伊: Il profeta Isaia, 英: The Prophet Isaiah）は、盛期ルネサンスのイタリアの巨匠ミケランジェロ・ブオナローティが1511年に制作した絵画である。フレスコ画。主題は『旧約聖書』「イザヤ書」に登場する預言者イザヤから採られている。ローマ教皇ユリウス2世の委託によって、ローマのバチカン宮殿内に建築されたシスティーナ礼拝堂の天井画の一部として描かれた。天井画の中心部分は9つのベイに区分され、主題は『旧約聖書』「創世記」から大きく3つのテーマ、9つの場面がとられた。本作品は第7のベイにノアの大洪水後のエピソードを描いた『ノアの燔祭』（Il Sacrificio di Noè）の右側に『エリュトレイアの巫女』（La Sibilla Eritrea）と向かい合って描かれた。

## 主題
預言者イザヤは前8世紀頃の預言者で、エゼキエル、エレミヤ、ダニエルとともに『旧約聖書』に登場する「四大預言者」の1人として知られる。「イザヤ書」によると、イザヤは熾天使によって祭壇の燃える炭で唇を浄化されたことにより、悪を取り除かれ、罪を赦されたと述べられている。キリスト教ではイザヤはメシア到来に関する預言を数多く残したことで知られる。中でも重要な預言が2つあり、1つは「イザヤ書」第7章の「乙女が身ごもって男子を生む」という預言で、聖母マリアの処女受胎を指しており、もう1つは同じく「イザヤ書」第11章のエッサイの木の起源となった「ダビデ王の父エッサイの家系からメシアが誕生する」という預言である。

## 作品

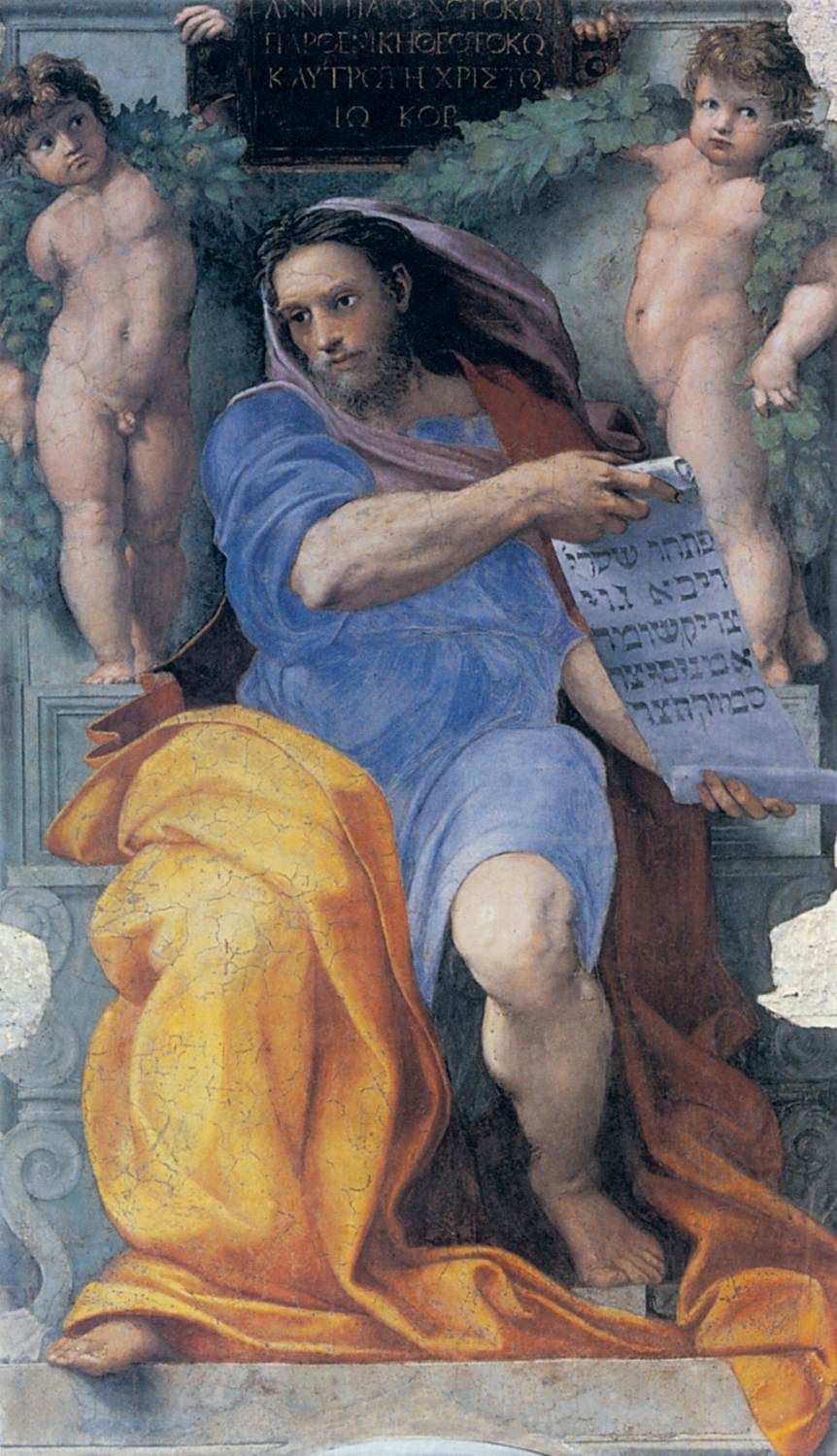
ラファエロ・サンツィオのフレスコ画『預言者イザヤ』。本作品から影響を受けたとされる。1511年から1512年。サンタゴスティーノ教会。

ミケランジェロは天井画の最も高い場所に配置された『旧約聖書』の場面を囲むように、その下方に巨大な7人の預言者と5人の巫女（シビュラ）の図像を交互に配置した。これらの預言者と巫女は天井画の人物像の中でも最も大きなサイズを与えられ、様々な精神の営みを意図するポーズで描かれた。これらの人物像は書物と眷属である2人のプットーをともなっている。第7のベイは「創世記」のノアの物語の1つ『ノアの燔祭』を中心として『エリュトライの巫女』と『預言者イザヤ』が配置された。
ミケランジェロはイザヤを若者の面影を残した壮年に差し掛かった年齢の男性として描いた。威厳のある仕草とともに思考を巡らせるイザヤの姿を描いている。それまで読書していたであろうイザヤはすでに書物を読んでおらず、一瞬の素早い動きで右手の書物を閉じて左の脇に置き、開いていたページに指を挟んでいる。これは『預言者ザカリヤ』（Il profeta Zaccaria）や『預言者ヨエル』（Il profeta Gioele）にはない新しい要素である。背後のプットーはイザヤに耳打ちしているらしく、イザヤはその声に驚いて頭を支えていた左手を思わず落としかけ、年齢に似合わない灰色の巻き毛を逆立てている。『デルポイの巫女』（La Sibilla Delfica）を思わせる青い外衣は大きくひるがえって緑色の裏地を見せており、背後のプットーの下肢にかぶさっている。イザヤは身体を緊張させ、力強く両足を交差させている。両腕の動きはほとんど無意識的なもので、その表情は困惑が見て取れ、目を細め、半ば開かれた口は忘我的である。こうしたイザヤの身体表現は超自然的な力、霊感が預言者に到来したことを意味している。同様に逆立った髪や大きくひるがえった外衣は霊感が吹き込まれたことを表している。この霊感の到来はイザヤが書物を閉じる行為と直結しており、もはや予言の書を読む必要がなくなったイザヤは耳を澄まして聞くことに意識を集中させている。その結果、イザヤは第8のベイに描かれた『大洪水』（Il Diluvio Universale）から顔を背け、プットーが指さしている隣接する第6のベイの『原罪と楽園追放』（Il Peccato originale e cacciata dal paradiso terrestre）のほうに顔を向けている。
『預言者イザヤ』は『ノアの燔祭』と同じ第7のベイに配置されている。『ノアの燔祭』はノアの大洪水後のエピソードを描いた作品である。洪水が収まるとノアは家畜を祭壇の上で焼き、唯一神に捧げた。唯一神は大洪水を起こすことは二度としないと言った。この物語は「イザヤ書」第54章でも言及があり、唯一神は（ノアの燔祭を受けて）二度と大洪水を起こさないと誓ったように、イザヤに対しても同様のことを誓った。
ミケランジェロは後に本作品の図像を発展させ、メディチ家礼拝堂新聖具室のロレンツォ・デ・メディチ霊廟のために彫刻『ウルビーノ公爵ロレンツォ・デ・メディチ像』（Ritratto di Lorenzo de' Medici duca di Urbino）を制作した。

## 来歴
1980年から1989年に行われた修復により、過去に行われた加筆や変色したワニスが除去され、制作当時の色彩が取り戻された。

## 影響
システィーナ礼拝堂天井画と同時期の1511年から1512年にラファエロ・サンツィオがローマのサンタゴスティーノ教会で制作したフレスコ画『預言者イザヤ』は本作品から影響を受けたとされる（Il profeta Isaia）。ジョルジョ・ヴァザーリが伝えるところによると、ラファエロはシスティーナ礼拝堂の天井画を目撃したのち、自身の構図を変更したという。実際にラファエロの描いた預言者とプットーはミケランジェロのそれを彷彿とさせ、強い影響が見て取れる。

## ギャラリー

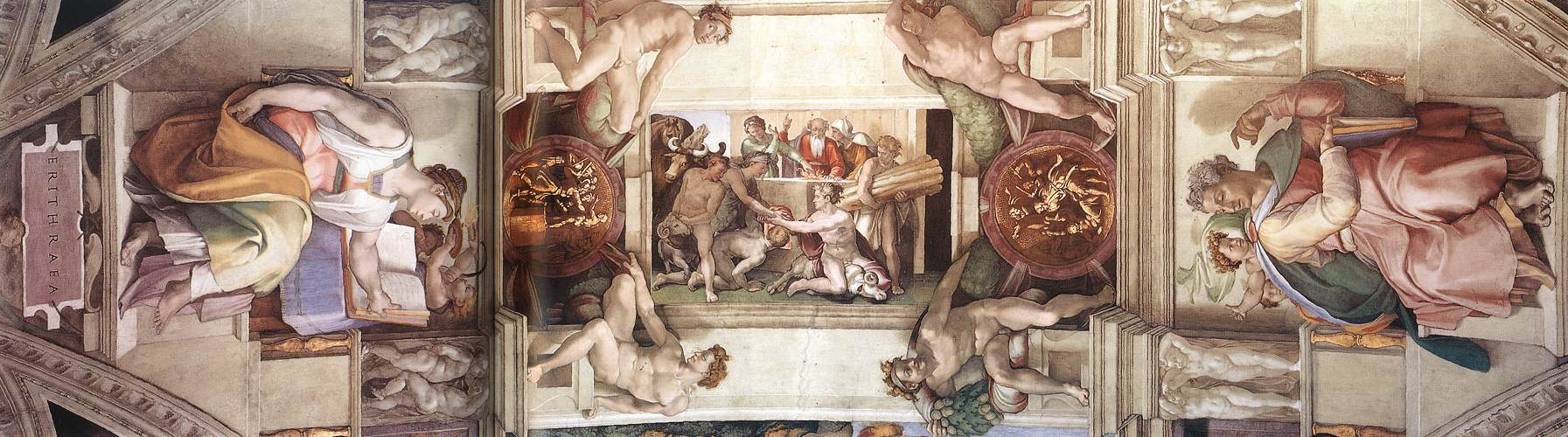
第7のベイは『ノアの燔祭』およびその両側に『預言者イザヤ』と『エリュトレイアの巫女』が描かれた。

関連する画像

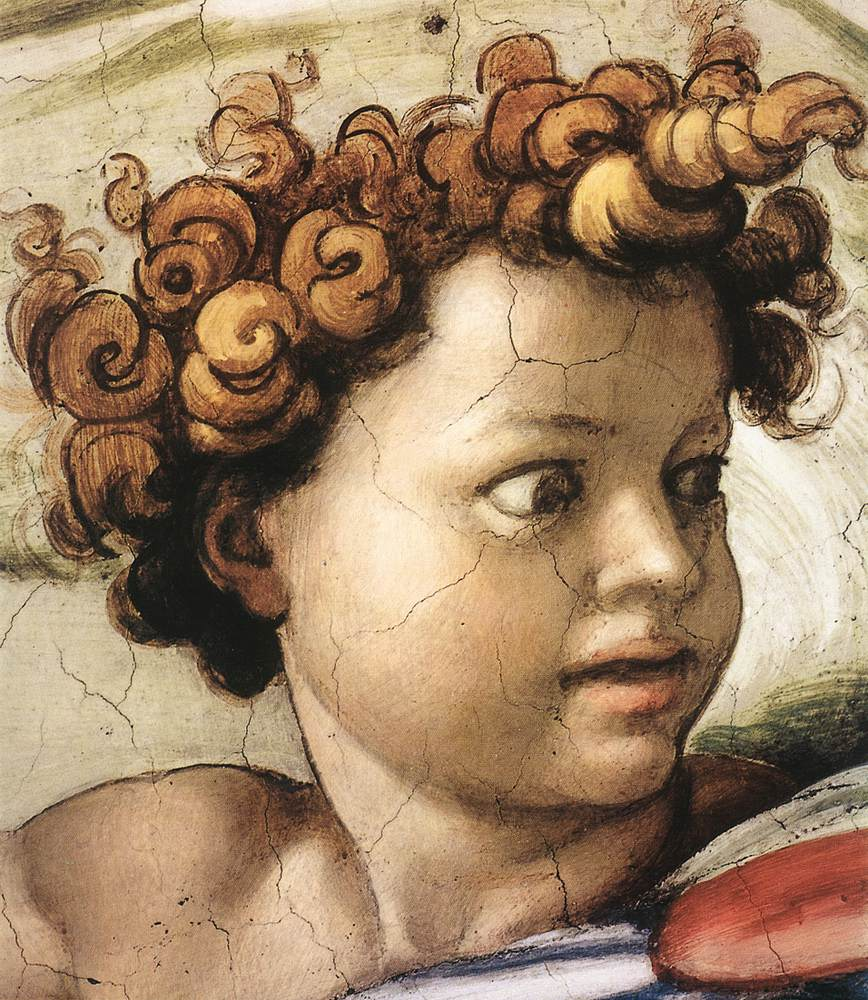
プットーの1人
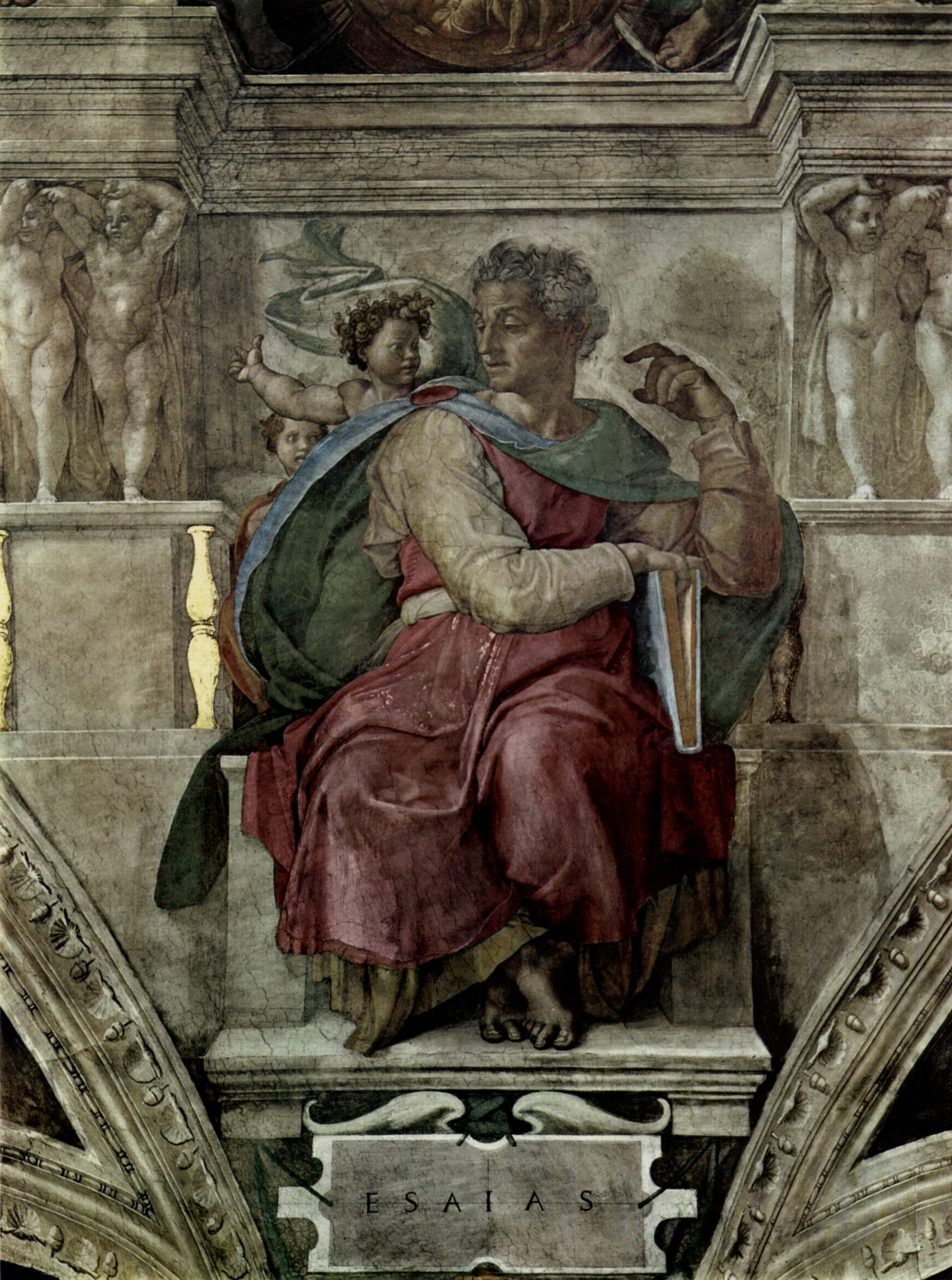
修復前の『預言者イザヤ』
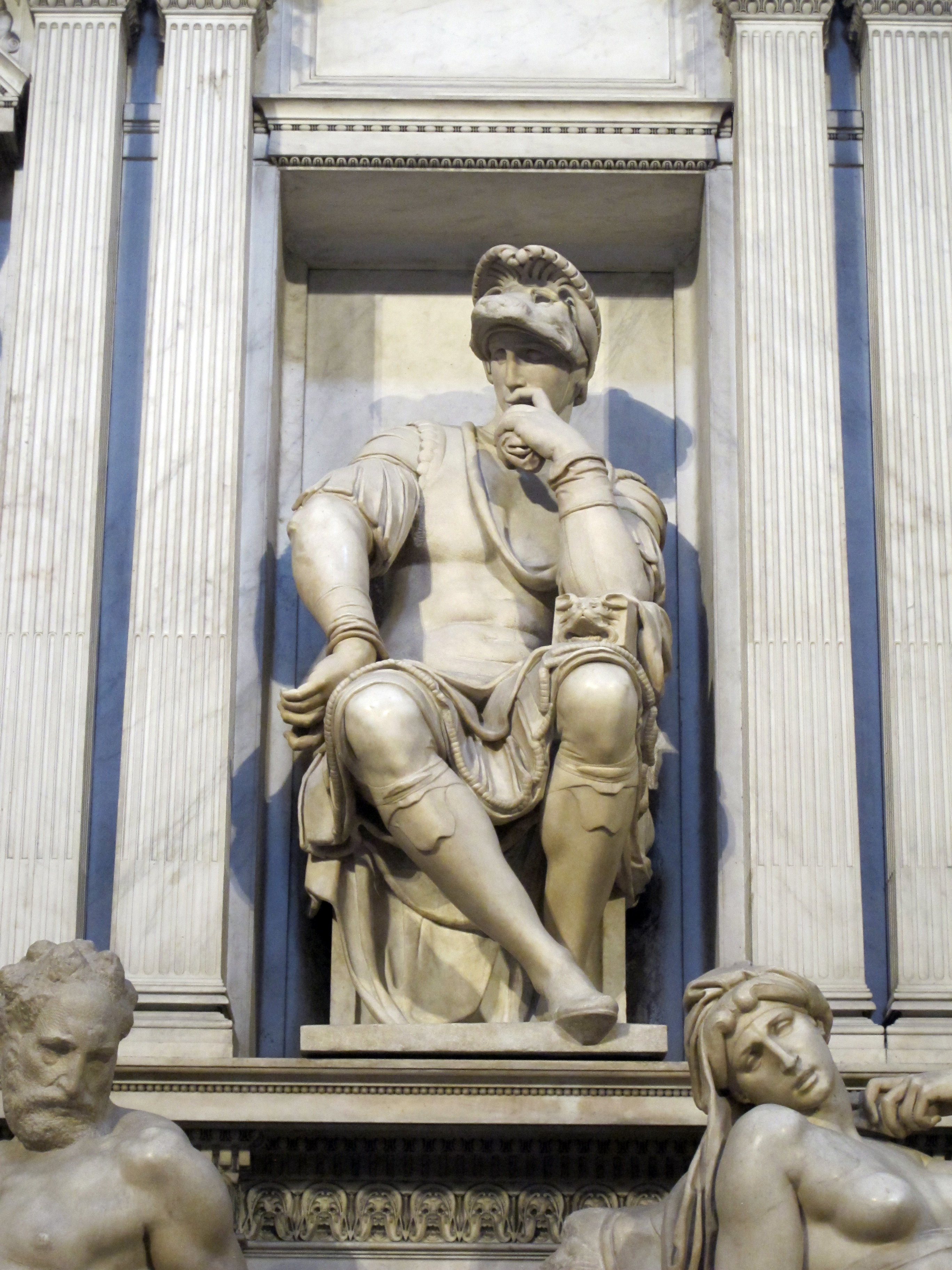
『ロレンツォ・デ・メディチ像』1531年-1534年頃 メディチ家礼拝堂新聖具室